# Mukhiguda
Mukhiguda is een census town in het district Kalahandi van de Indiase staat Odisha. 

## Demografie
Volgens de Indiase volkstelling van 2001 wonen er 6859 mensen in Mukhiguda, waarvan 54% mannelijk en 46% vrouwelijk is. De plaats heeft een alfabetiseringsgraad van 74%. 